# Lạc tiên bắc
Lạc tiên bắc, nhãn lồng Bắc bộ, tên khoa học Passiflora tonkinensis, là một loài thực vật có hoa trong họ Lạc tiên. Loài này được W.J. de Wilde mô tả khoa học đầu tiên năm 1972.